# Полищук, Сергей Викторович
Сергей Викторович Полищук (род. 11 января 1975, Назарьево, Московская область, Одинцовский район, Московская область) — российский хоккеист, защитник.

## Биография
Воспитанник СДЮШОР «Крылья Советов», тренер Сергей Касьянов. В сезоне 1992/93 выступал в высшей лиге за «Крылья Советов-2». На драфте НХЛ 1993 года был выбран в 7-м раунде под общим 157-м номером командой «Оттава Сенаторз». В сезонах 1993/94 — 1004/95 играл за команду QMJHL «Шавиниган Катарактс». Вернувшись в Россию, в течение трёх сезонов играл за «Крылья Советов» и «Крылья Советов-2».